# Relazioni bilaterali tra Italia e Siria
Le relazioni bilaterali tra Italia e Siria fanno riferimento ai rapporti diplomatici ed economici tra la Repubblica Italiana e la Repubblica Araba di Siria.

## Storia
Il primo contatto tra due entità politiche organizzate nei territori dell'Italia e della Siria avvenne nel decennio precedente la conquista dell'Impero seleucide da parte di Pompeo Magno nel 64 a.C. Durante questo periodo i Romani tentarono di trasformare il territorio in un Regno cliente, sfruttando le rivalità tra i vari regni della regione. Dopo l'avvenuta conquista, il territorio siriano entrò a far parte del sistema mediterraneo romano.
Dopo la caduta dell'Impero Romano d'Occidente, i rapporti tra la penisola e la Siria ristagnarono fino al sorgere delle Repubbliche marinare, le quali fondarono la loro ricchezza sui commerci con il Medio Oriente. A partire dall'XI secolo i mercanti amalfitani erano presenti in tutti i principali porti siriani, da cui commerciavano spezie, gioielli e tappeti.
Fino all'apertura della rotta oceanica per il commercio, il legame tra i porti della Siria e quelli delle Repubbliche Italiane rese la rotta commerciale tra le più ricche del mondo dell'epoca.
Con il declino delle Repubbliche marinare italiane, iniziato nel 1500, i rapporti tra le nazioni europee e l'Impero Ottomano, nel quale erano inclusi i territori della Siria, si deteriorarono nuovamente.
Durante la Conferenza di Sanremo, svoltasi dal 19 al 26 aprile 1920, il Consiglio Supremo di Guerra Alleato, composto da Italia, Francia, Regno Unito, Stati Uniti e Giappone, si riunì per discutere la situazione del Medio Oriente dopo la dissoluzione dell'Impero Ottomano e la dichiarazione di indipendenza del Regno Arabo di Siria con l'incoronazione di re Faysal I, l'8 marzo 1920.

## Relazioni diplomatiche
L'ambasciata siriana in Italia si trova a Roma, mentre il consolato si trova a Milano.
Con l'inizio della guerra civile siriana, nel 2012 l'Italia ha deciso di chiudere le proprie ambasciate e di ritirare il proprio corpo diplomatico dal territorio siriano, dichiarando che, in virtù dell'aggravarsi della situazione, l'Italia non intendeva riconosceva il regime di al-Assad come legittimo, rifiutando inoltre di intervenire nella regione, contrariamente ad altri membri della NATO. Tuttavia, alcuni gruppi politici in Italia sostengono il regime siriano, ad esempio CasaPound, Forza Nuova e il Partito Comunista.
Nel 2011, l'Unione Europea ha adottato una decisione (2011/273/CFSP), imponendo un embargo verso la Siria a cui ogni Stato membro ha partecipato.
Nel 2020, sono state anche imposte restrizioni di viaggio a persone sospettate di essere legate al regime di Assad e che sono accusate di sostenere finanziariamente il regime, creando un elenco contenente 292 nomi.

## Relazioni economiche
L'Italia e la Siria sono entrambi paesi affacciati sul Mediterraneo e hanno interessi strategici comuni. Per questo motivo prima della guerra civile siriana, iniziata il 15 marzo 2011, Italia e Siria avevano relazioni economiche relativamente intense.
Prima della guerra civile, dal 2004 al 2008, le importazioni dall'Italia dalla Siria ammontavano mediamente a 800 milioni di euro ogni anno, mentre le esportazioni dall'Italia verso la Siria ammontavano a 1 miliardo di euro, ogni anno. Dopo l'inizio della guerra civile nel 2011, gli scambi sono diminuiti e le importazioni dalla Siria verso l'Italia ammontavano circa a 18 milioni di euro, mentre le esportazioni dall'Italia verso la Siria ammontavano a 33 milioni di euro.
Le merci principalmente esportate dall'Italia verso la Siria erano macchinari di vario genere, prodotti chimici e prodotti medicali. Le merci importate dalla Siria in Italia, oltre al petrolio, erano pelletteria e selleria, articoli da viaggio, borse, pellicce conciate e tinte, e carne. Nel 2011 le merci siriane rappresentavano solo lo 0,2% dell'intero interscambio economico italiano. Gli scambi economici dalla Siria all'Italia, a partire dal 2019, ammontavano a 100 milioni di euro, mentre gli ultimi dati, da gennaio 2020 a luglio 2020, mostrano che gli scambi economici sono scesi a 36,9 milioni di euro.
Prima dell'inizio della guerra civile nel 2011, l'Italia vendeva armi alla Siria, ma il Consiglio dell'Unione Europea ha imposto agli Stati membri la decisione 2011/273/PESC, poi resa applicabile con il Regolamento del Consiglio (UE) n. 442/2011, del 9 maggio 2011, concernente misure restrittive data la situazione. Queste leggi impongono un embargo sull'esportazione di armi e strumenti utili alla repressione interna, vietando ogni forma di assistenza tecnica e finanziaria, congelando i beni, e le risorse economiche dei soggetti ritenuti responsabili della repressione della popolazione siriana, e imponendo restrizioni all'ammissione nell'Unione Europea.
Nel 2013, il ministro degli Esteri italiano Emma Bonino ha criticato la decisione dell'Unione Europea di cessare questo embargo, aggiungendo che l'Italia non avrebbe mai fornito armi alla Siria.
| Anno                  | Scambio totale con l'Italia | Export italiano | Import italiano |
| --------------------- | --------------------------- | --------------- | --------------- |
| 2013                  | 153,1                       | 125,6           | 27,5            |
| 2014                  | 194,4                       | 177,6           | 16,7            |
| 2015                  | 161,3                       | 138,8           | 22,5            |
| 2016                  | 78,4                        | 70,9            | 7,5             |
| 2017                  | 100,9                       | 93,7            | 7,2             |
| 2018                  | 111,7                       | 104,0           | 7,7             |
| 2019                  | 122,1                       | 117,6           | 4,5             |
| 2020 (gennaio-luglio) | 36,9                        | 35,4            | 1,6             |

## Migrazione

### Dalla Siria all'Italia
Nel periodo tra il 2015 e il 2021 è aumentato il numero di cittadini siriani ricollocati in Italia. Nel 2015 i cittadini siriani in Italia erano 4.538 e nel 2018 questo numero è salito a 5.892, continuando ad aumentare. Nel 2021 il numero di siriani in Italia era di 6.633. Le regioni con la maggiore presenza di cittadini siriani sui propri territori, al 2021, sono la Lombardia, con un totale di 1.802 abitanti (27,2%); Lazio con 1.143 abitanti (17,2%) ed Emilia-Romagna, con 518 abitanti (7,8%).
Molte di queste persone in viaggio dalla Siria verso l'Italia sono richiedenti asilo o rifugiati, alcuni dei quali possono raggiungere l'Europa, attraverso i corridoi umanitari. Ad esempio, alcuni corridoi umanitari sono organizzati in Italia da organizzazioni religiose, come la Comunità di Sant'Egidio, che nel marzo 2022 è riuscita a portare in Italia 105 siriani, di cui 38 bambini. Questi corridoi umanitari sono stati organizzati a partire dal febbraio 2016, con la collaborazione del Ministero dell'Interno e del Ministero degli Affari Esteri, riuscendo da allora a portare in Italia 2.150 persone. Questi corridoi umanitari sono organizzati anche in tutta Europa e attraverso di essi hanno raggiunto l'Europa 4.400 richiedenti asilo.

### Dall'Italia alla Siria
Per quanto riguarda i cittadini italiani in Siria è avvenuto il fenomeno dei foreign fighters, ovvero cittadini stranieri, che aderiscono allo Stato islamico dell'Iraq e della Siria (ISIS) per sostenere la causa. Nel gennaio 2017, il numero di cittadini italiani recatisi in Siria per aderire all'ISIS ammontava a 110 individui, di cui 32 morti nei conflitti, 17 rientrati in Europa e 6 rientrati in Italia.